# 維A酸
维A酸（INN：tretinoin）又称全反式视黄酸（all-trans retinoic acid，ATRA）或全反式维A酸，是视黄醛氧化的产物，也是维生素A的中间代谢产物，用作痤疮和急性早幼粒细胞白血病的治疗药物。维A酸的分子式：C20H28O2，分子量300.44，CAS号302-79-4，熔点180℃。
對於痤瘡，它以乳霜、凝膠、或軟膏的形式塗抹在皮膚上。 對於白血病，口服長達三個月。 局部維A酸也是最廣泛研究的用於光老化的類維生素A療法。
用作乳霜時的常見副作用僅限於皮膚，包括皮膚發紅、脫皮、和對日光敏感。口服時，副作用包括呼吸困难、頭痛、麻木、抑鬱、皮膚乾燥、瘙癢、脫髮、嘔吐、肌肉疼痛、和視力變化。其他嚴重的副作用包括高白細胞計數和血栓。  由於存在出生缺陷的風險，妊娠期間禁止使用。  它屬於類維生素A藥物家族。
維A酸於1957年獲得專利，並於1962年獲准用於醫療用途。 它在世界卫生组织基本药物标准清单清單中。維A酸可用作通用名药物.。 2019年，它是美國第244種最常用的處方藥，處方量超過100萬張。

## 醫療用途

### 皮膚使用
維A酸最常用於治療痤瘡， 包括炎症性和非炎症性。 多項研究支持外用維A酸治療尋常痤瘡的療效。 它有時與其他局部痤瘡藥物結合使用以增強其滲透性。  除了治療活動性痤瘡外，維A酸還可加速痤瘡引起的炎症後色素沉著過度的消退。  對於對初始治療有反應的人，它也可用作維持治療，減少長期使用抗生素治療痤瘡。

### 白血病
維A酸用於誘導急性早幼粒细胞白血病患者的緩解，這些患者有突變（t(15;17) 易位 160 和/或存在 PML/RARα 基因）並且對蒽环类药物無反應或不能服用該類藥物。 它不用於維持治療。
對於急性髓性白血病患者除了化療外，維A酸對腹瀉、噁心/嘔吐和心臟相關毒性 III/IV 級的影響的證據非常不確定。 此外，除了化療之外，維A酸可能對死亡率、復發、進展、試驗期間的死亡率和感染等級 III/IV 幾乎沒有差異。

## 副作用

### 皮膚使用
外用維A酸僅用於皮膚，不應用於眼睛或粘膜組織。 常見的副作用包括皮膚刺激、發紅、腫脹和起泡。

## 外部連結
- . American Academy of Dermatology. （原始内容存档于2012-06-20）.
- Tretinoin AHFS Consumer Medication Information （页面存档备份，存于） at PubMed Health
- Tretinoin Cream Prescribing Information （页面存档备份，存于） Drugs.com
- Retin-A Cream, Gel, Liquid Prescribing Information （页面存档备份，存于） Drugs.com